# Rondibilis simillima
Rondibilis simillima es una especie de escarabajo longicornio del género Rondibilis, tribu Acanthocinini, subfamilia Lamiinae. Fue descrita científicamente por Holzschuh en 2003.
La especie se mantiene activa durante los meses de mayo y junio.

## Descripción
Mide 5,7-8 milímetros de longitud.

## Distribución
Se distribuye por Nepal.